# 威廉·巴克斯戴爾
威廉·巴克斯戴爾（William Barksdale，1821年8月21日—1863年7月3日）是南北戰爭期間的邦聯將領，為李將軍的重要手下之一。死於蓋茨堡之役。

## 生平

### 戰前
1821年8月21日巴克斯戴爾田納西州的Rutherford郡，在Nashville大學修讀法律。1839年加入了律師團，活躍於穿密西西比州。1853年4月起當上了參議員。
美墨戰爭期間巴克斯戴爾加入了密西西比州的自願兵。

### 戰時

#### 內戰之始
1861年1月12日，鼓吹南方獨立的巴克斯戴爾加入了邦聯軍隊的密西西比州第十三步兵團，次年8月12日成為淮將，指揮巴克斯戴爾旅。

#### 蓋茨堡之役
在葛底斯堡之役次日，巴克斯戴爾旅的1,600密西西比戰士左轉攻向韓佛瑞師僅有的1,000人之側翼，將之逐一擊潰。但不久，巴克斯戴爾旅遇上喬治·威 拉德(George L. Willard)上校麾下之旅，雙方戰時巴克斯戴爾左膝負傷，跟著一顆加農砲彈傷其左足，隨後復因胸部中彈而墜馬。次晨逝於聯邦軍的野戰醫院中。

## 外部連結
- http://www.sonofthesouth.net/leefoundation/General_William_Barksdale.htm （页面存档备份，存于）
- http://bioguide.congress.gov/scripts/biodisplay.pl?index=B000147（页面存档备份，存于）

| 美国众议院                 | 美国众议院                                                    | 美国众议院              |
| -------------------------- | ------------------------------------------------------------- | ----------------------- |
| 前任者： 空缺              | 美利坚合众国众议院成员 来自密西西比州单一國會選區 1853 – 1855 | 繼任者： 选区建立       |
| 前任者： Otho R. Singleton | 美利坚合众国众议院成员 来自密西西比州第三國會選區 1855 – 1859 | 繼任者： Henry W. Barry |